# Кумо-Маничка падина
Ку̀мо-Ма̀ничката падина (на руски: Кумо-Манычская впадина) е тектонско жлебовидно понижение, отделящо Предкавказието от полупустините в южната част на Източноевропейската равнина и съединяващо Кубано-Приазовската низина на запад с Прикаспийската низина на изток. В повечето географски източници е посочено, че по нея преминава границата между Европа и Азия. Простира се на повече от 500 km от северозапад на югоизток на територията на Краснодарски и Ставрополски край, Ростовска област, Калмикия и Дагестан. Ширина 20 – 30 km, а в централната част се стеснява до 1 – 2 km. През антропогена е представлявала морски проток, съединявал Черноморския и Каспийския водни басейни. Сега по дъното ѝ са разположени система от езера и водохранилища: езерото Манич-Гудило (най-голямото и солено) и др., Веселовското водохранилище и оттока на река Западен Манич в река Дон. На изток, където се е разполагало пресъхващото корито на река Източен Манич е създаден Кумо-Маничкия напоителен канал. В крайната югоизточна част на падината е разположено коритото на непостоянната река Кума.

## Национален атлас на Русия
- Южната част на Европейска Русия[2]